# Lascazères
Lascazères är en kommun i departementet Hautes-Pyrénées i regionen Occitanien i sydvästra Frankrike. Kommunen ligger i kantonen Castelnau-Rivière-Basse som tillhör arrondissementet Tarbes. År 2022 hade Lascazères 312 invånare.

## Befolkningsutveckling
Antalet invånare i kommunen Lascazères
| Referens: INSEE |